# 红军长征过宾川旧址
红军长征过宾川旧址，也称周官营红军标语，位于中国云南省大理白族自治州宾川县州城镇周官村（周官营）红军长征过大理陈列馆内，现属于云南省级文物保护单位。

## 历史
1936年4月20日，贺龙、任弼时、肖克率领的红二军团、红六军团长征过宾川时，在州城与当地民团发生激烈战斗，当时红军指挥部设在周官营李藩家，并在他家北厢房西山墙和北厢房及北耳房之间的围墙上写下了“打倒卖国的南京政府！红二政宣”的标语。红军走后，国民党兵随即追来，追查红军伤病员，清除红军留下的传单、标语。李家用生石灰浆将标语涂抹覆盖，将标语覆盖隐藏起来，未被发现。直到1953年，征粮队的同志在这个墙角歇脚的时候无意间发现了这条标语，使该标语重见天日。

## 现状
标语所在的李家大院建于民国初年，正房坐西向东，占地面积约1300平方米，为典型的“三坊一照壁”土木结构建筑。现存正房、南北耳房、南北厢房、照壁等建筑。2014年11月开始对李家大院进行全面修缮，2015年在照壁上发现了绘于文化大革命时期的《毛主席去安源》壁画，高2.1米，宽1.5米。2016年10月，以李家大院为核心建成了红军长征过大理陈列馆。
周官营红军标语是大理州保存的唯一一条红军标语。1988年5月，以“南薰桥（周官营红军标语）”的名义与南薰桥一起被大理州政府公布为第一批州级文物保护单位。2019年，以“红军长征过宾川旧址”的名称被云南省人民政府公布为第八批省级重点文物保护单位。